# Typhonium huense
Typhonium huense är en kallaväxtart som beskrevs av Nguyen och Thomas Bernard Croat. Typhonium huense ingår i släktet Typhonium och familjen kallaväxter.
Artens utbredningsområde är Vietnam. Inga underarter finns listade.